# Castell de Pallejà
El Castell de Pallejà és un edifici situat a l'avinguda de Prat de la Riba, 10 de Pallejà (Baix Llobregat), declarat bé cultural d'interès nacional.

## Història
És una casa forta documentada el 1179 dins del terme del castell de Cervelló, i el 1257 pertanyia a Bernat de Clariana, feudataris dels Cervelló. El 1315, els Clariana vengueren la quadra de Pallejà als Alomar i el 1392, per via de matrimoni, la possessió passà als Torrelles, que en serien senyors durant més de 300 anys.
El 1590, Ramon Martí Joan de Torrelles i de Fivaller de Palou (†1595) va fer erigir l'actual castell, d'estil renaixentista. La seva filla Elionor de Torrelles i de Santcliment es va casar amb Joan Baptista de Sentmenat i d'Alentorn, baró de Sentmenat, i alguns dels seus descendents van continuar cognomenant-se Torrelles, com Pere de Torrelles i de Sentmenat, senyor de Pallejà i membre de la Reial Junta d'Estat entre el 1701 i el 1714.
A la segona meitat del segle xviii, en temps de Carles III, quan hom construí la nova carretera general, el castell fou convertit en hostal. El 1809, durant la Guerra del Francès, fou caserna del general Manso i del seu batalló de caçadors de Catalunya. Posteriorment, fou ocupat alternativament pels dos exèrcits, però finalment, les tropes del general Suchet ocuparen novament el castell i el poble de Pallejà.
Al segle xx, pertanyia a Dolors de Chaves i de Sentmenat, marquesa de Matilla. Quan aquesta morí el 1947, passà als seus nebots, el marquès de Sentmenat i a la seva germana, comtessa de Múnter; aquesta darrera cedí part del castell a la parròquia per a fer-hi actes de caràcter cultural, per la qual cosa, durant la dècada de 1950 s'hi construí un teatre. A partir dels anys 1970 es va començar a reivindicar-ne l'ús per al poble, i el novembre del 1983, va ser objecte d'obres de consolidació subvencionades per la Generalitat de Catalunya. Finalment, el 1992 va ser adquirit per l’Ajuntament, i el 1995 hi van començar les obres de rehabilitació. Actualment és la seu de la regidoria de Cultura, del servei de català del Centre de Normalització Lingüística i de la Biblioteca Municipal.

## Descripció
És de planta quadrada amb planta baixa i tres pisos i teulada a vessants aigües amb claraboia central. El pis superior, amb garites als angles, és d'època posterior. L'obra és en part de pedra i en part de tàpia, amb estuc simulant pedra, deixant a la vista les cantonades de pedra ben escairada. La façana principal, orientada a migdia, es troba organitzada en quatre eixos verticals d'obertures. Un cinquè eix, centrat, és presidit pel portal principal d'arc de mig punt adovellat, coronat per l'escut dels Torrelles. A l'alçada de la planta noble, hi ha un rellotge de sol, i al segon pis, un matacà.
A l'interior, entrant pel portal principal, es troben dues grans arcades de mig punt de pedra rogenca que articulen el vestíbul, a banda i banda del qual hi ha sengles portals d'arc conopial. A l'esquerra, s'accedia a la cuina (actualment, sala d'exposicions), dividida en dos espais per un arc de mig punt de pedra rogenca. Al mur nord encara s'hi observa la boca d'un forn de pa i al de ponent l'entrada cap a un pas soterrat. Des del vestíbul s'accedeix, a tramuntana, a l'antic celler, articulat per tres arcades apuntades, dues de pedra i una de maó, amb dos sostres de volta de mocador amb maó pla. Al semisoterrani encara es conserven sengles cups de vi de planta circular.
Del vestíbul arrenca una escala de dos trams de pedra vermella emmarcada per un arc rebaixat. Des del primer replà s'accedia a mà dreta a l'estudi, mentre que des del segon s'accedia a la planta noble a través d'un portal de pedra d'estil renaixentista. En aquesta estança, tres altres portes menen a d'altres habitacions i a una capella interior, on encara es conserven restes de la decoració mural, de finals del segle xvii, que foren netejades i protegides amb un vidre el 2002, durant la rehabilitació del castell.
Tal com es pot observar a les fotografies antigues, el castell tenia adossades diverses construccions, que van ser demolides als anys 1960.